# Cattedrale di Motherwell
La cattedrale di Nostra Signora del Buon Soccorso (in inglese: Cathedral Church of Our Lady of Good Aid) è situata nella città di Motherwell, in Scozia, ed è la cattedrale cattolica della diocesi di Motherwell.

## Storia
La chiesa di Nostra Signora del Buon Soccorso è stata costruita tra gli anni 1899 e 1900 ed è stata inaugurata lunedì 9 dicembre 1900. Nel 1948 la chiesa è stata elevata al rango di cattedrale dopo l'erezione della diocesi di Motherwell.

## Descrizione
La cattedrale è stata progettata in stile neogotico dagli architetti Pugin e Pugin e assomiglia a molte chiese cattoliche da loro progettate in Scozia, Inghilterra e Irlanda. La chiesa in origine aveva un altare maggiore e due altari laterali. Tuttavia, queste e gran parte della decorazione sono andate perse nel riordino del santuario nel 1984, per conformarlo alla riforma liturgica del Concilio Vaticano II.